# Zwei-Hunde-Palette
Die Zwei-Hunde-Palette oder Ashmolean-Palette (englisch Two-dogs palette oder Heraldic animals palette) ist eine dekorierte Prunkpalette aus der prädynastischen Zeit Ägyptens.
Die Zwei-Hunde-Palette erhielt ihren Namen aufgrund der Darstellung zweier Caniden, die das Bildprogramm der Palette dominieren. Sie gehört zu den frühesten Beispielen reliefgeschmückter Prunkpaletten mit diesem speziellen Kunststil. Ihr Bildprogramm gibt Anlass zu verschiedenen Interpretationen und Darlegungen.

## Fundort und Datierung
Das 42,5 × 22,0 cm große Artefakt wird in die ausgehende Prädynastische Zeit Ägyptens (um 3100 v. Chr.), in die Naqada-III.- oder Naqada-II.-Epoche (Girzéen-Kultur), datiert. Sie stammt aus Hierakonpolis und besteht aus hellem Schiefer. Heute befindet sich das Kunstwerk im Ashmolean Museum in Oxford unter der Listenbezeichnung E. 3924.

## Beschreibung und Interpretationen

### Vorderseite
Die Vorderseite der Zwei-Hunde-Palette wird von der Darstellung zweier großer Caniden (Hyänenhunde) dominiert, welche das obere Ende des Objekts jeweils links und rechts zieren und im ursprünglichen Zustand mit ihren Schnauzen einander berührten.

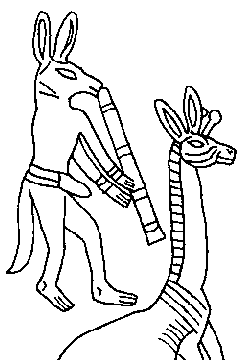
Rückseite: Musizierendes Wesen und Giraffe (Detail)

Die Mitte der Palette wird von einer kreisrunden Vertiefung mit erhabenem Saum eingenommen, um den Kreis herum sind zwei Schlangenhalspanther positioniert, auch sie schauen einander an. Beide Fabelwesen zerfleischen eine Antilope, über ihren Köpfen ist ein storchenähnlicher Vogel mit ausgebreiteten Flügeln zu sehen. Unter den Schlangenhalspanthern sind mehrere Jagdhunde vom Saluki-Typus zu sehen, die Antilopen und Gazellen reißen.

### Rückseite
Die Rückseite ist ähnlich gestaltet, auch hier werden Tiere wie Antilope, Gazelle und eine Giraffe gejagt. Die Hunde werden hier jedoch durch zwei Löwen, einen Schlangenhalspanther, eine Hyäne und einen Gepard ersetzt. Besondere Aufmerksamkeit gilt hier einem geflügelten Greif, der in der weiteren Geschichte Ägyptens als „Vergelter des Re“ eine besondere Funktion zugewiesen bekommt, beispielsweise in der demotischen Fabel Die Seherin und die Hörerin.
Beatrix Midant-Reynes verweist ebenfalls auf die – für sie – nicht näher bestimmbaren Wesen, die auf der Zwei-Hunde-Palette zu sehen sind. Deren genaue Rollenzuweisung bleibt für sie unklar. Besonders rätselhaft erscheint ihr die Darstellung einer nicht näher definierbaren Gestalt mit einer Giraffenkopfmaske, die wohl den Versuch unternimmt, die in unmittelbarer Nähe befindliche Giraffe mit dem Spiel auf einem flötenähnlichen Instrument zu bezaubern.
Barry J. Kemp interpretiert die Szene als kosmogonische Allegorie, in der der Stärkere stets über die Schwächeren siegt. In dem tierköpfigen Flötenspieler sieht er eine besonders frühe Darstellung des Gottes Seth.
Wolfgang Helck sieht in dem tierköpfigen Flötenspieler einen maskierten Jäger. Die Maskerade und die Musik dienen seiner Ansicht nach dem magischen Schutz vor den wilden Tieren und Fabelwesen. Helck sieht in derlei Darstellungen erste Anspielungen auf das spätere Königsornat, das Tierschwänze und Nachbildungen von Löwenmähnen beinhaltete.